# Resolutie 1034 Veiligheidsraad Verenigde Naties
Resolutie 1034 van de Veiligheidsraad van de Verenigde Naties werd unaniem door de VN-Veiligheidsraad aangenomen op 21 december 1995.

## Achtergrond
In 1980 overleed de Joegoslavische leider Tito, die decennialang de bindende kracht was geweest tussen de zes deelstaten van het land. Na zijn dood kende het nationalisme een sterke opmars, en in 1991 verklaarden verschillende deelstaten zich onafhankelijk. Zo ook Bosnië en Herzegovina, waar in 1992 een burgeroorlog ontstond tussen de Bosniakken, Kroaten en Serviërs. Deze oorlog, waarbij etnische zuiveringen plaatsvonden, ging door tot in 1995 vrede werd gesloten.

## Inhoud

### Waarnemingen
De Veiligheidsraad veroordeelde de Bosnisch-Serven die haar eisen die in resolutie 1019 waren gesteld naast zich neerlegden. Secretaris-generaal Boutros Boutros-Ghali had gerapporteerd over mensenrechtenschendingen in Srebrenica, Žepa, Banja Luka en Sanksi Most. Dat wees op een consistent patroon van terechtstellingen, verkrachtingen, massa-uitwijzingen, willekeurige opsluitingen, dwangarbeid en verdwijningen. De Veiligheidsraad wees erop dat personen die door het Joegoslavië-tribunaal tot een celstraf werden veroordeeld of gezocht worden niet kunnen deelnemen aan verkiezingen in Bosnië en Herzegovina.

### Handelingen
Alle schendingen van het internationaal humanitair recht werden streng veroordeeld. Vooral de mensenrechtenschendingen die door de Bosnisch-Serven werden gepleegd werden veroordeeld. Er waren bewijzen dat een groot aantal mannen uit Srebrenica door hen waren geëxecuteerd. Ze moesten onmiddellijk toegang geven tot de vluchtelingen, gevangenen en vermisten op hun grondgebied. De mensenrechtenschendingen die tussen juli en oktober 1995 plaatsgrepen in Srebrenica, Žepa, Banja Luka en Sanski Most moesten grondig onderzocht worden door de VN.
Het Joegoslavië-tribunaal had de Bosnisch-Servische leiders Radovan Karadžić en Ratko Mladić beschuldigd van de verantwoordelijkheid voor de misdaden tegen de Bosnische moslims in Srebrenica in juli 1995. De Bosnisch-Serven moesten die regio onmiddellijk openstellen voor onder meer het onderzoek hiernaar. Alle partijen, en vooral de Bosnisch-Serven, moesten de bewijzen bewaren zonder ze te vernietigen of verbergen.
De Veiligheidsraad veroordeelde ook de plunderingen en vernielingen die vooral door het Kroatische leger werden aangericht nabij Mrkonjic Grad en Sipovo. Die daden moesten onmiddellijk gestopt worden en de daders berecht. De Raad eiste ook dat alle partijen stopten met het leggen van mijnen; vooral in gebieden die door hen werden gecontroleerd, maar die volgens het vredesakkoord moesten worden overgedragen op
een andere partij.

## Verwante resoluties
- Resolutie 1027 Veiligheidsraad Verenigde Naties
- Resolutie 1031 Veiligheidsraad Verenigde Naties
- Resolutie 1035 Veiligheidsraad Verenigde Naties
- Resolutie 1037 Veiligheidsraad Verenigde Naties (1996)

Lijst ·  970 ·  971 ·  972 ·  973 ·  974 ·  975 ·  976 ·  977 ·  978 ·  979 ·  980 ·  981 ·  982 ·  983 ·  984 ·  985 ·  986 ·  987 ·  988 ·  989 ·  990 ·  991 ·  992 ·  993 ·  994 ·  995 ·  996 ·  997 ·  998 ·  999 ·  1000 ·  1001 ·  1002 ·  1003 ·  1004 ·  1005 ·  1006 ·  1007 ·  1008 ·  1009 ·  1010 ·  1011 ·  1012 ·  1013 ·  1014 ·  1015 ·  1016 ·  1017 ·  1018 ·  1019 ·  1020 ·  1021 ·  1022 ·  1023 ·  1024 ·  1025 ·  1026 ·  1027 ·  1028 ·  1029 ·  1030 ·  1031 ·  1032 ·  1033 ·  1034 ·  1035